# Charles Pasqua
Pour les articles homonymes, voir Pasqua.
Charles Pasqua [ ʃaʁl paskwa] est un résistant et un homme politique français, né le 18 avril 1927 à Grasse (Alpes-Maritimes) et mort le 29 juin 2015 à Suresnes (Hauts-de-Seine).
D'origine corse, il entre dans la Résistance à l'âge de 15 ans. Il débute comme commercial pour la société Ricard, dont il devient le numéro deux en 1967, avant de quitter l’entreprise la même année en raison de son engagement politique croissant.
Figure montante du gaullisme, il rejoint le controversé Service d'action civique (SAC), acquérant une réputation d’homme de l’ombre. En 1968, il s’implante dans les Hauts-de-Seine, où il devient député, sénateur et président du conseil général : il exerce une autorité telle qu'il est longtemps considéré comme le « parrain » du département.
En 1976, il est membre fondateur du Rassemblement pour la République (RPR), dont il incarne l'aile souverainiste et sécuritaire. Il joue un rôle clé dans les campagnes de Jacques Chirac, notamment lors de l'élection présidentielle de 1981, qui voit la défaite de Valéry Giscard d'Estaing. Il est plus en retrait dans les années qui suivent.
Il accède à une visibilité nationale comme ministre de l'Intérieur lors des deux premières cohabitations (1986-1988 et 1993-1995). Il y adopte une politique de fermeté en matière d’immigration, de délinquance et de terrorisme, marquée par un durcissement des conditions de séjour et un renforcement des pouvoirs policiers.
Fidèle à ses convictions souverainistes, il milite activement pour le « non » au référendum de 1992 sur le traité de Maastricht. En 1999, avec Philippe de Villiers, il crée le Rassemblement pour la France (RPF) et conduit une liste aux élections européennes qui crée la surprise en arrivant en deuxième position.
En 2004, il perd son mandat de député européen mais redevient sénateur des Hauts-de-Seine, siégeant comme apparenté au groupe UMP, dont il critique la ligne pro-européenne. Ses dernières années en politique sont marquées par un rôle déclinant alors qu’il tente de relancer un courant gaulliste souverainiste.
Homme de réseaux, il est salué pour son influence et critiqué pour l’opacité de ses pratiques. Il est impliqué dans plusieurs affaires judiciaires, avec deux condamnations à des peines de prison avec sursis et quatre relaxes. Son style souvent jugé autoritaire et son franc-parler marquent le débat public.

## Situation personnelle

### Origines familiales et vie privée
Charles Victor Pasqua naît le 18 avril 1927 à Grasse ; il est le fils d'André Pasqua, policier à Grasse (Alpes-Maritimes), et de Françoise Rinaldi. Son grand-père paternel est un berger corse de Casevecchie.
Âgé de 20 ans, il se marie en 1947 avec Jeanne Joly, une Québécoise rencontrée à Grasse avec qui il a un fils l’année suivante, Pierre-Philippe Pasqua (1948-2015). Jeanne Joly meurt en 2016.

### Membre de la Résistance
À la suite de l'invasion de la zone libre par l'armée allemande en novembre 1942, Charles Pasqua, alors âgé de 15 ans, s'engage dans la Résistance sous le pseudonyme « Prairie », et rejoint les rangs de Combat. Son père est quant à lui déjà investi dans cette lutte,.

### Carrière professionnelle
Titulaire d'une licence de droit, il est embauché comme représentant par Paul Ricard en janvier 1952, grimpe les échelons et devient inspecteur des ventes en 1955, directeur régional en 1960, puis directeur général des ventes en 1962, et enfin directeur de l'exportation l'année suivante. Lorsqu'il quitte Ricard en 1967, il est alors numéro deux du groupe.
Il avait alors été mis en demeure de quitter la société à la suite de la mauvaise gestion de son département ; la note des Renseignements généraux à son sujet affirme qu'il s'est « rendu coupable tant sur le plan contractuel que délictueux d'un véritable concert frauduleux d'actes caractérisés de concurrence déloyale », ayant utilisé ses contacts pour fonder avec des transfuges de cette société la société Euralim (Europe Alimentation), installée à Levallois-Perret pour importer la boisson Americano Gancia. La note des RG ajoute : « M. Pasqua, qui dispose d'un chauffeur et de gardes du corps, mènerait un train de vie que ne justifient pas ses ressources personnelles semble-t-il ».

## Parcours politique

### Débuts
En 1947, il rejoint le Rassemblement du peuple français (RPF), fondé par le général de Gaulle. Il participe aux activités de son service d'ordre dans le Sud de la France. Il mobilise ses anciennes troupes du service d'ordre en mai 1958 à Marseille et participe ensuite à la fondation dans cette ville de l'Union pour la nouvelle République.
Selon une source, il est, avec Jacques Foccart, Achille Peretti et Étienne Léandri, l'un des créateurs en 1959 du Service d'action civique (SAC), organisme de protection, « police privée » du gaullisme. L'historien du SAC François Audigier cite une interview de Pasqua en 1979 dans laquelle il se reconnaît comme l'un des fondateurs du SAC. Pasqua nie cependant dans sa déposition donnée à la commission d'enquête parlementaire sur les activités du SAC créée à la suite de la tuerie d'Auriol avoir été un fondateur de cette organisation. Il y affirme ne l'avoir rallié qu'en 1962, après la guerre d'Algérie, avoir été chargé de mission régional pour les Bouches-du-Rhône, le Var et les Alpes-Maritimes jusqu'à la fin de l'année 1964 ou au début de l'année 1965, lorsqu'il gagne la région parisienne. Il est ensuite désigné premier vice-président, de 1967 à sa démission à l'automne 1969, lorsque le SAC est réorganisé à la suite de l'élection de Pompidou à la présidence de la République,.
Il se lance dans la vie publique en 1964, en créant la liste « Libre entreprise » à la chambre de commerce de Marseille.
Le 30 mai 1968, il est un des principaux organisateurs de la manifestation pro-gaulliste qui marque le basculement des « événements de mai ». Le mois suivant, alors qu'il est vice-président du SAC, il est élu député lors du raz-de-marée gaulliste, à Clichy-Levallois, sous l'étiquette UDR.

### Implantation locale

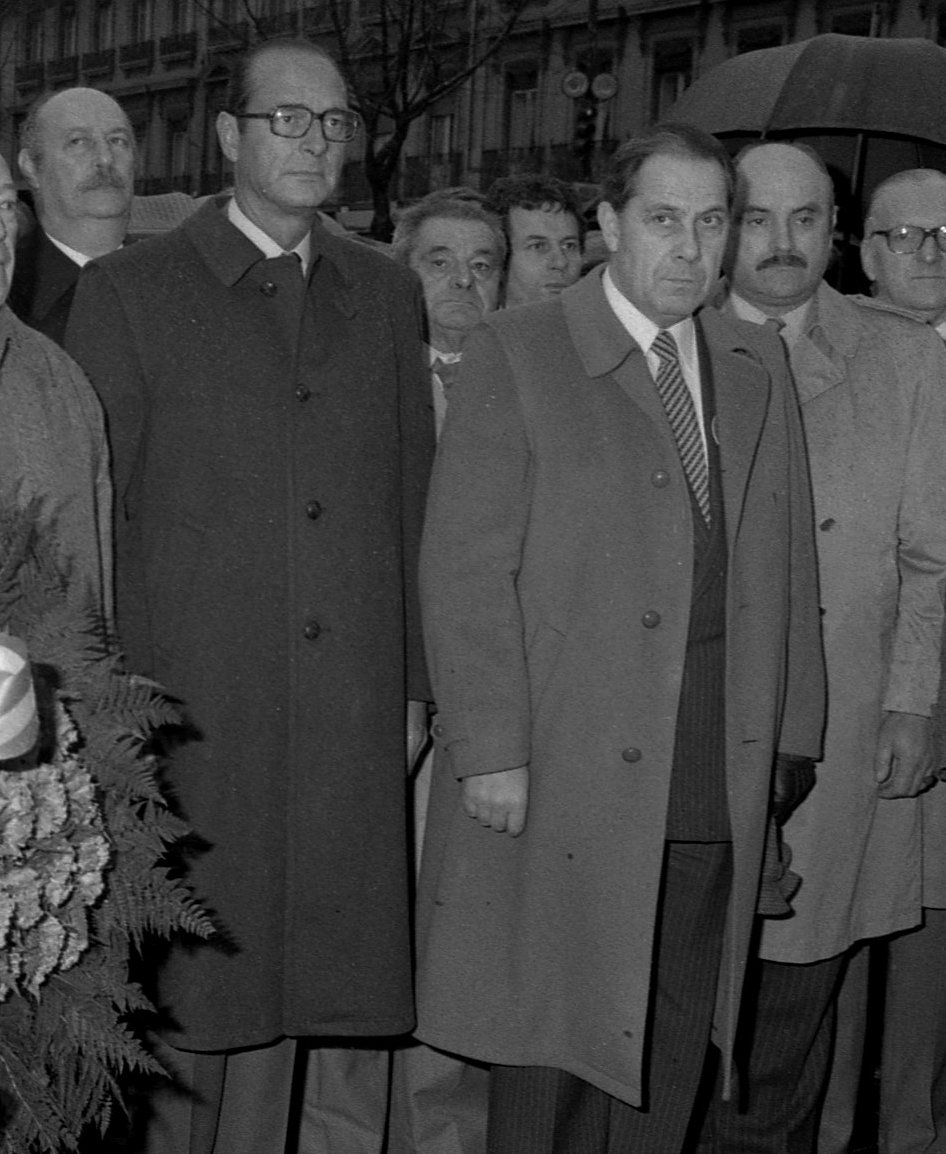
Charles Pasqua et Jacques Chirac dans le cadre des assises du RPR de 1982.

Membre des partis gaullistes à partir de 1947, il s'établit politiquement dans les Hauts-de-Seine. Député dans la 4e circonscription du département de 1968 à 1973, il siège au conseil général à partir de 1970 et en devient le président trois ans plus tard. Après ses défaites aux élections législatives de 1973 et aux cantonales de 1976 dans le canton de Levallois-Perret-Sud, lors desquelles il est à chaque fois battu par le maire communiste de Levallois-Perret, Parfait Jans, Charles Pasqua se présente dans la ville de Neuilly-sur-Seine.
Il est élu pour la première fois sénateur dans les Hauts-de-Seine aux élections sénatoriales de 1977. En 1983, conseiller municipal de Neuilly-sur-Seine, il est pressenti pour succéder à Achille Peretti, décédé d'un arrêt cardiaque. Il est devancé par Nicolas Sarkozy, dont il avait été témoin de mariage avec Marie-Dominique Culioli quelques mois plus tôt. Sur les conseils de Bernard Pons, Jacques Chirac renonce à le soutenir.
Président du groupe RPR au Sénat à partir de 1981, il abandonne son mandat sénatorial le 19 avril 1986, lorsqu'il entre au gouvernement Jacques Chirac II.

### Homme de réseaux
Homme redouté, Charles Pasqua maîtrise différents réseaux parallèles : casinos, machines à sous, pétrole, armements et amitiés corses (comme avec l’intermédiaire Étienne Leandri condamné pour collaboration économique à la Libération). En 1973, son nom apparait dans une enquête du magazine américain Newsweek parmi les contacts de Jean Venturi, l'un des parrains du trafic d’héroïne organisé par les truands corses. Charles Pasqua évoque une « pure calomnie ».
Il contribue à l'ascension politique de Jacques Chirac et accompagne la « chiraquisation » du parti gaulliste, l'UDR, en installant en 1974 son propre service d'ordre concurrent de celui du SAC. « Le gaullisme d'ordre se divisait à présent en deux familles rivales : les réseaux de Charles Pasqua et ceux de Jacques Foccart », constate le spécialiste du SAC François Audigier. Il travaille ensuite avec Marie-France Garaud et Pierre Juillet à la fondation du RPR, dont il devient secrétaire général adjoint.
Il organise la campagne de Jacques Chirac pour l'élection présidentielle de 1981. Dans l'entre-deux tours, il contribue à la défaite du président de la République sortant, Valéry Giscard d'Estaing, en appelant les adhérents RPR à voter contre lui, favorisant ainsi la victoire du candidat socialiste, François Mitterrand,.

### Ministre de l'Intérieur
Charles Pasqua est nommé ministre de l'Intérieur dans le premier gouvernement de cohabitation, lorsque Jacques Chirac est Premier ministre de François Mitterrand, de 1986 à 1988. Alors que Mitterrand s'oppose à quatre des nominations, dont la sienne, Chirac cède sur les trois autres mais maintient Pasqua à ce poste. À cette fonction, Charles Pasqua est l'auteur de la loi portant son nom, rendant plus difficile le séjour des étrangers en France, et de la loi du 24 novembre 1986 sur le découpage électoral, dénoncé comme déséquilibré par les socialistes. Il est en fonction durant les manifestations étudiantes contre la loi Devaquet, qui voient la mort de Malik Oussekine le 5 décembre 1986. Il préside à l'arrestation du groupe terroriste Action directe. La gauche lui reproche sa politique sécuritaire, tandis qu'il séduit les militants gaullistes.
Dans un entretien accordé dans Valeurs actuelles entre les deux tours de l'élection présidentielle de 1988, alors que Jean-Marie Le Pen a obtenu 14,4 % de voix au premier tour, Charles Pasqua préconise une alliance avec l'extrême droite, déclarant que « le FN se réclame des mêmes préoccupations, des mêmes valeurs que la majorité ».
Après son passage au gouvernement, il redevient sénateur le 11 mai 1988, à la suite de la démission d'Émile Tricon. À nouveau président du groupe gaulliste, il reste membre de la Haute assemblée jusqu'au 29 avril 1993. En octobre 1988, il dépose pour la seconde fois avec plusieurs autres sénateurs une proposition de loi « relative au rétablissement de la peine de mort ainsi que pour la protection des fonctionnaires de sécurité et de justice » (la première fut déposée en avril 1984).
De 1993 à 1995, il est ministre d'État, ministre de l'Intérieur et de l'Aménagement du territoire, dans le gouvernement Édouard Balladur, alors Premier ministre de François Mitterrand. La réforme du code de la nationalité française, dite « réforme Pasqua », est votée par le Parlement. En 1994, il doit faire face aux manifestations étudiantes contre le contrat d'insertion professionnelle (CIP), qui sont marquées par des affrontements violents entre la police et des groupes de jeunes. Le 4 octobre 1994, il est confronté à une sanglante fusillade en plein Paris qui fait trois morts parmi les forces de l'ordre. Elle est perpétrée par deux étudiants Florence Rey et Audry Maupin qui sont présentés comme ayant participé activement à la mobilisation contre le CIP et que l'on dit proches des milieux anarchistes. À la suite de ce drame, Charles Pasqua se déclare une nouvelle fois « personnellement en faveur » du retour de la peine de mort pour « les assassins les plus sordides, ceux qui attaquent les personnes âgées sans défense, ceux qui violent ou qui tuent des enfants, ceux qui assassinent des responsables des forces de l'ordre ».
C'est dans ce contexte tendu qu'il défend, à l'automne 1994, un projet de loi « d'orientation et de programmation relative à la sécurité » qui vise à harmoniser l'action des services de police, de douane et de gendarmerie ainsi qu'à augmenter leurs moyens d'action. Parmi les dispositions qu'il prévoit pour maintenir l'ordre public figurent le renforcement des mesures de contrôle et de fouille en marge des manifestations et l'autorisation de la vidéosurveillance. Ce projet de loi qui suscite de vives controverses avec l'opposition socialiste est finalement adopté en janvier 1995. En 1995, il introduit l'obligation de visa pour les Comoriens et procède à des régulations géographiques [Quoi ?] qui se traduiront par des déplacements forcés de Comoriens hors de l'île de Mayotte. Il favorise la police de proximité, censée être au plus près de la réalité du terrain.
Il préside à l'arrestation du terroriste Carlos en 1994, ainsi qu'à la neutralisation, en décembre 1994, sur l'aéroport de Marseille, du commando du GIA qui avait détourné un Airbus parti d'Alger. En février 1995, il révèle publiquement les opérations d'espionnage économique menées en France par la CIA, et fait expulser le chef de poste de la CIA, Richard L. Holm, ainsi que plusieurs autres agents sous couverture diplomatique.
Pour l'aménagement du territoire, il fait voter en 1995 la « loi Pasqua », qui introduit la notion de pays dans le cadre du développement territorial.
Charles Pasqua est également connu pour deux déclarations qui sont souvent citées pour résumer son action politique : « il faut terroriser les terroristes » et « la démocratie s'arrête là où commence l'intérêt de l'État ».
Il surprend en soutenant Édouard Balladur, jugé plus libéral et européen que Jacques Chirac, lors de l'élection présidentielle de 1995. Jacques Chirac devance finalement Édouard Balladur au premier tour, puis est élu président de la République. Quelques mois plus tard, Charles Pasqua est promu, par le nouveau président, officier de l'ordre national de la Légion d'honneur.

### Figure du souverainisme
En 1990, lors des assises nationales du RPR, il présente, avec Philippe Séguin, une motion souverainiste, contre la motion Chirac-Juppé. Pour faire pencher les militants en sa faveur, Jacques Chirac a mis sa démission en jeu, et a repris les thématiques de la motion Pasqua-Séguin. Finalement, il obtient 68 % des suffrages, contre 31,9 % à Pasqua et Séguin. À partir de cela les relations ne seront plus jamais les mêmes entre Charles Pasqua et Jacques Chirac. Ce dernier dira dans une émission de télévision « Pasqua était un ami ».
Il crée son propre mouvement, Demain la France, en 1991. Il se prononce pour le « non » au référendum de 1992 sur le traité de Maastricht. En compagnie de Philippe Séguin et de Philippe de Villiers, il dit souhaiter préserver « l'indépendance de la France face à l'ingérence future des institutions européennes ».
En 1992, Charles Pasqua brigue officiellement la présidence du Sénat, qu'il convoite depuis plusieurs années. Trois ans plus tôt, conscient de son côté clivant, il avait préféré pousser à une huitième candidature d’Alain Poher, âgé de 80 ans et malade, afin de conserver pendant trois ans l’influence gaulliste au « plateau » plutôt que de voir l’élection d'un autre centriste ; le président sortant avait alors été réélu mais avec difficulté. Le 2 octobre 1992, à l'issue du premier tour de scrutin, Charles Pasqua recueille 102 voix, devant le socialiste Claude Estier (72 voix) mais derrière le centriste René Monory, qui l'a devancé de 23 suffrages. Finalement, le président du groupe RPR se retire pour favoriser l'élection de Monory. Ses prises de position contre Maastricht l’ont sûrement desservi au sein même de son camp.
Lors des élections européennes de 1999, Charles Pasqua présente face à la liste RPR menée par Nicolas Sarkozy une liste souverainiste commune avec Philippe de Villiers. Avec 13,05 % des voix, cette alliance arrive deuxième, derrière celle du PS, menée par François Hollande, entrainant la démission de Nicolas Sarkozy de la tête du RPR. Député au Parlement européen, Charles Pasqua est président du groupe Union pour l'Europe des nations durant toute la législature.
Charles Pasqua fonde avec Philippe de Villiers le Rassemblement pour la France (RPF). Tous deux prennent position pour le « non » au référendum sur le quinquennat présidentiel. La mésentente s'installe néanmoins peu à peu entre les deux hommes, jusqu'à leur séparation politique définitive, en 2000.
C'est au nom du gaullisme qu'il soutient en 1983 une proposition de loi sénatoriale en faveur de l'élargissement du référendum de l'article 3 de la Constitution à un référendum d'initiative populaire sur tous sujets, mais avec contrôle par le Conseil constitutionnel et examen par le Parlement.

### Dernières années

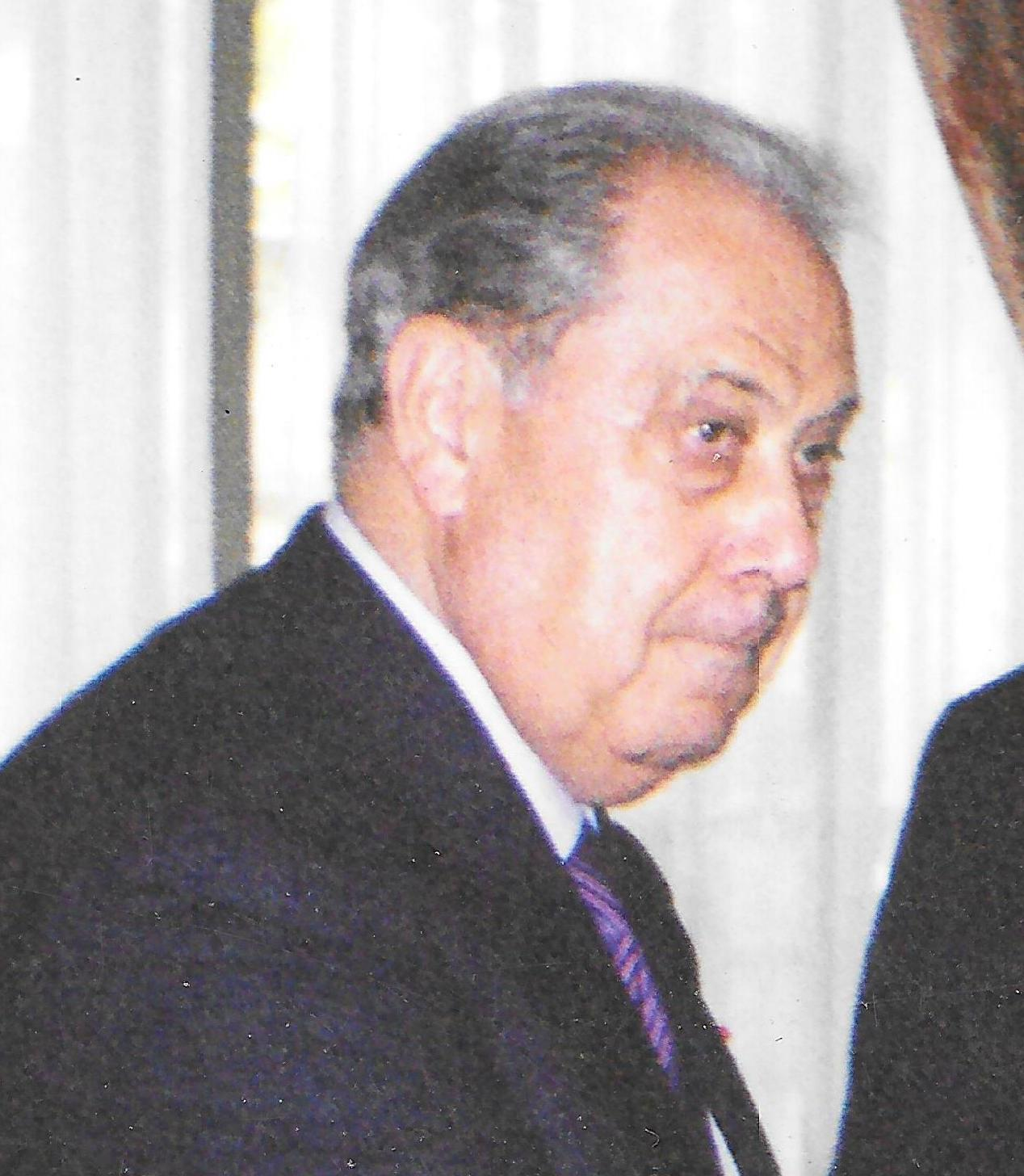
Charles Pasqua en 2003 au conseil général des Hauts-de-Seine, dont il cède la présidence à Nicolas Sarkozy l’année suivante.

Son soutien à Édouard Balladur lors de l'élection présidentielle de 1995 marque un coup d'arrêt à son ascension politique. Il est réélu sénateur dans les Hauts-de-Seine le 24 septembre 1995, et quitte ce mandat après son élection au Parlement européen, quatre ans plus tard.
Charles Pasqua annonce sa candidature à l'élection présidentielle en janvier 2002. Crédité de 1 % à 7 % d'intentions de vote, il ne parvient pas à réunir les 500 signatures nécessaires à sa candidature, et accuse l'entourage de Jacques Chirac de l'avoir empêché de se présenter en l'impliquant dans plusieurs affaires.
De nouveau président du conseil général des Hauts-de-Seine de 1988 à 2004, il crée notamment le Pôle d'enseignement supérieur Léonard-de-Vinci, surnommé « fac Pasqua ». Il entretient d'étroites relations avec certains régimes africains appartenant à la zone d'influence française, dont en particulier le Gabon d'Omar Bongo, qui finance des personnalités et partis politiques en France.
Nicolas Sarkozy lui succède à la suite des élections cantonales de 2004. Après la fin de son mandat européen, il est réélu sénateur le 26 septembre 2004, à la tête d'une liste divers droite, et siège comme apparenté au groupe UMP. Il ne se représente pas au scrutin sénatorial de 2011 et quitte la vie politique active. Dans ses dernières prises de position, il s'oppose au rapprochement entre l'UMP et les centristes et, pour lutter contre les filières djihadistes des prisons, suggère d'envoyer les détenus islamistes sur une île. Il fait sa dernière apparition publique lors du congrès fondateur des Républicains, en mai 2015.

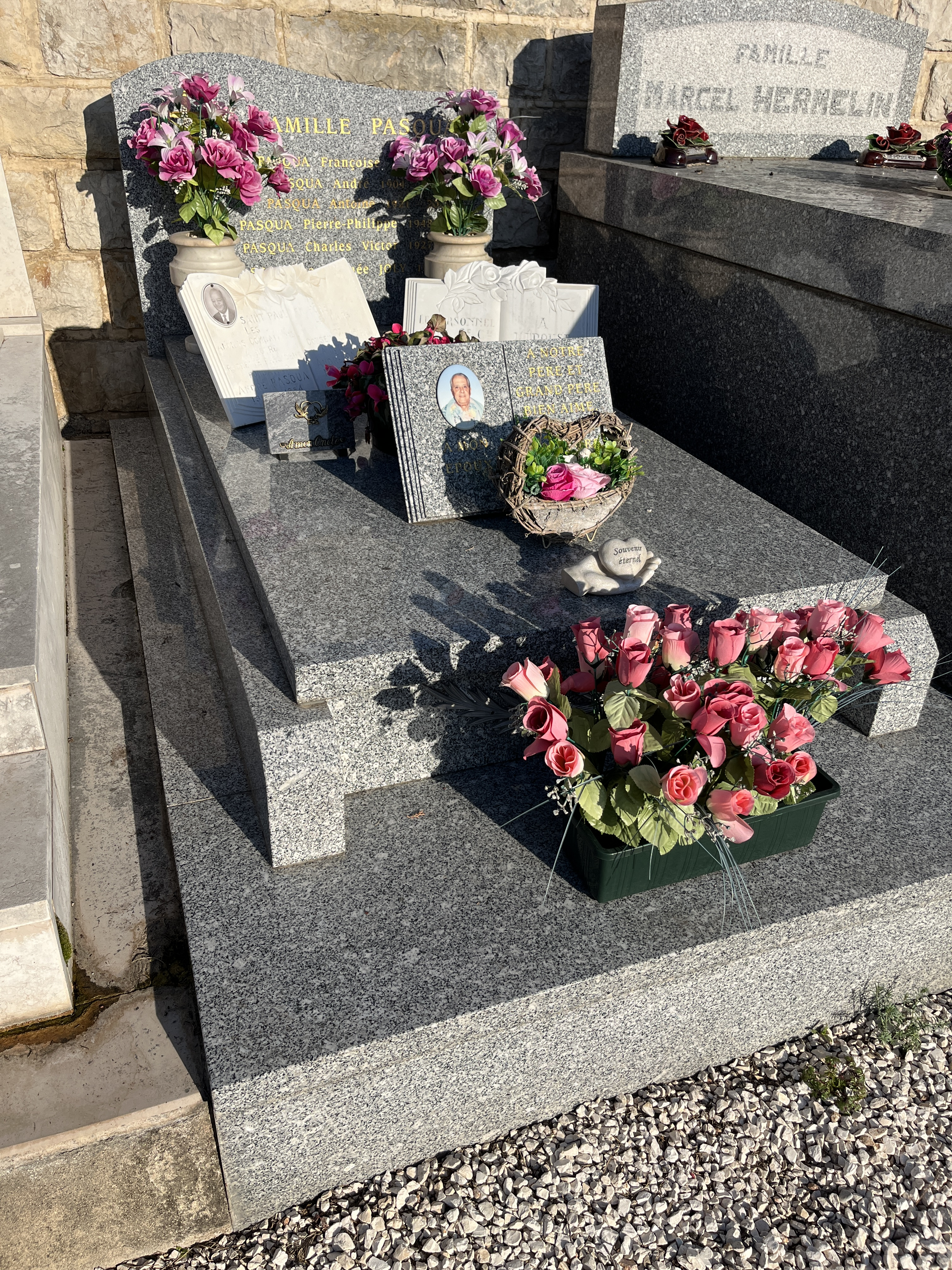
Sépulture de Charles Pasqua au cimetière Sainte-Brigitte à Grasse.

Charles Pasqua meurt le 29 juin 2015 à l'hôpital Foch de Suresnes, des suites d'un accident cardiaque. Une messe est célébrée le 3 juillet suivant par l'évêque Luc Ravel, en la cathédrale Saint-Louis-des-Invalides, en présence de nombreux hommes politiques,. Ses obsèques sont célébrées le 7 juillet en la cathédrale Notre-Dame-du-Puy de Grasse, par André Marceau, évêque de Nice. Son éloge funèbre est prononcé par l’ancien président Nicolas Sarkozy. Il est ensuite inhumé dans le caveau familial, au cimetière Sainte-Brigitte de Grasse,.

## Détail des mandats et fonctions

### Au gouvernement
- 20 mars 1986 - 10 mai 1988 : ministre de l'Intérieur du gouvernement Jacques Chirac II.
- 30 mars 1993 - 11 mai 1995 : ministre d'État, ministre de l'Intérieur et de l'Aménagement du territoire du gouvernement Édouard Balladur.

### À l'Assemblée nationale
- 11 juillet 1968 - 1er avril 1973 : député de la 4e circonscription des Hauts-de-Seine (UDR).

### Au Sénat
- 3 octobre 1977 - 19 avril 1986 ; 11 mai 1988 - 29 avril 1993 ; 2 octobre 1995 - 16 décembre 1999 : sénateur des Hauts-de-Seine (RPR).
- 13 octobre 1981[42] - 19 avril 1986 ; 17 mai 1988 - 29 avril 1993 : président du groupe RPR au Sénat.
- 1er octobre 2004 - 30 septembre 2011 : sénateur des Hauts-de-Seine (apparenté UMP).

### Au Parlement européen
- 20 juillet 1999 - 19 juillet 2004 : député européen, président du groupe Union pour l'Europe des nations (UEN) au Parlement européen.

### Au niveau local
- Conseiller général des Hauts-de-Seine, élu dans le canton de Levallois-Perret Sud de 1970 à 1976, puis dans le canton de Neuilly-sur-Seine-Nord de 1988 à 2004.
- 1973-1976 ; 1988-2004 : président du conseil général des Hauts-de-Seine.
- 1983-2001 : conseiller municipal de Neuilly-sur-Seine.

### Au sein de partis politiques
- 1947 : fondateur de la section du Rassemblement du peuple français (RPF) des Alpes-Maritimes.
- 1959 : cofondateur du Service d'action civique (SAC)[b] et son premier vice-président de 1967 à 1969.
- Secrétaire général adjoint de l’Union pour la défense de la République (UDR).
- Cofondateur du RPR ; chargé de l'animation (1976), puis conseiller à l'organisation (jusqu'en 1979).
- Membre du bureau politique du RPR ; conseiller du président, chargé de la réforme des statuts (1997) ; conseiller politique du président du RPR, fonction abandonnée pour marquer sa divergence avec la position du RPR sur la révision constitutionnelle liée au traité d'Amsterdam (1997-1998).
- Cofondateur et président du Rassemblement pour la France (RPF).
- Membre du bureau politique de l'UMP.

## Affaires politico-financières
Charles Pasqua est mis en cause dans plusieurs affaires politico-financières dans les années 2000. Il a été relaxé dans quatre d'entre elles et condamné à de la prison avec sursis deux fois.

### Affaire du siège de GEC-Alsthom Transport
Le 17 juillet 2009, cette affaire est renvoyée devant la Cour de justice de la République. Le 30 avril 2010, Charles Pasqua est relaxé des accusations de « complicité et recel d'abus de biens sociaux ».

### Affaire de la Sofremi
Dans l'affaire de la Sofremi, le juge d'instruction Philippe Courroye s'est dessaisi au profit de la Cour de justice de la République (CJR). Spécialisée dans l'exportation de matériel de surveillance et de maintien de l'ordre, l'entreprise, administrée par le ministère de l'Intérieur, a versé des millions de francs de commissions à des intermédiaires pour des contrats au Koweït et en Amérique latine de 1993 à 1995. Les bénéficiaires étaient des proches du ministre, dont Étienne Léandri et Pierre Falcone, tous deux également impliqués dans d'autres affaires. Le 29 avril 2010, l'avocat général requiert quatre ans de prison dont deux avec sursis assortis d'une peine d'inéligibilité à l'encontre de Charles Pasqua. Le lendemain, il est condamné à une année de prison avec sursis.

### Affaire du casino d'Annemasse
La justice lui reproche d'avoir bénéficié de 7,5 millions de francs (1,1 million d'euros) pour sa campagne électorale européenne de 1999, issus de la vente du casino d'Annemasse, dont il avait autorisé l'exploitation en 1994, en tant que ministre de tutelle. Son pourvoi en cassation ayant été rejeté en avril 2010, Charles Pasqua est condamné à 18 mois de prison avec sursis dans l'affaire du casino d'Annemasse, pour « faux, financement illégal de campagne et abus de confiance ». Il s'agit de sa première condamnation définitive. Renvoyé dans ce même dossier devant la Cour de justice de la République (CJR), Charles Pasqua est relaxé des accusations de « corruption passive par une personne dépositaire de l'autorité publique » le 30 avril 2010.

### Volet français de l'affaire pétrole contre nourriture
Selon un rapport de synthèse du 5 avril 2006 de la brigade de répression de la délinquance économique (BRDE), Charles Pasqua aurait bénéficié « d'environ 12 millions de barils »[réf. souhaitée] dans le cadre de trois contrats signés en 1999, correspondant aux phases 6, 7 et 8 du programme « Pétrole contre nourriture », qui en comptait treize. En 2011, Charles Pasqua est renvoyé devant le tribunal correctionnel de Paris pour corruption et trafic d'influence. Le 8 juillet 2013, tous les prévenus, dont Charles Pasqua, sont relaxés par le tribunal correctionnel de Paris.

### Affaire de la Fondation Hamon
Le 21 janvier 2013, le tribunal correctionnel de Versailles condamne Charles Pasqua à deux ans de prison avec sursis, à une amende de 150 000 euros et à deux ans d'inéligibilité. Ce jugement n'a jamais été définitif, Charles Pasqua étant décédé avant que la décision en appel ne soit rendue. Le 23 septembre 2015, la cour d'appel de Versailles prononce la relaxe d'André Santini, et à cette occasion, le président de la cour précise que Charles Pasqua « aurait été relaxé ».

### Affaire des ventes d'armes à l'Angola
Le 29 avril 2011, la cour d'appel de Paris le relaxe des chefs de trafic d'influence passif et de recel d'abus de biens sociaux,.

### Affaire Robert Boulin
Dans le téléfilm Crime d'État, diffusé sur France 3 le 29 janvier 2013, Charles Pasqua est présenté comme un des commanditaires de l'assassinat du ministre Robert Boulin. La version officielle étant une mort par suicide, ce téléfilm historique présente sous forme de fiction la thèse d'un assassinat politique orchestré pour défendre les intérêts du RPR.

### «Théorème de Pasqua»
Des nombreux démêlés politico-judiciaires dans lesquels Charles Pasqua a été impliqué est né le Théorème de Pasqua qui tiendrait son origine de l'une de ses citations, probablement apocryphe, selon laquelle « Quand on est emmerdé par une affaire, il faut susciter une affaire dans l’affaire, et si nécessaire une autre affaire dans l’affaire de l’affaire, jusqu’à ce que personne n’y comprenne plus rien »,. Ainsi François Fillon, candidat à la présidentielle de 2017 et empêtré dans le Pénélopegate, s'y est essayé en parlant des personnes autistes de façon provocante.

## Distinctions et hommages
- Officier de la Légion d'honneur (décoré le 15 septembre 1995 par le président de la République Jacques Chirac[28])
- Médaille commémorative des services volontaires dans la France libre
- Grand officier de l'ordre du Mono
- En 2016, une place est inaugurée en son nom au Plessis-Robinson et un quai à Levallois-Perret (Hauts-de-Seine)[57].
- En 2018, l'ancien président Nicolas Sarkozy inaugure une rue Charles-Pasqua à Nice[58]. En 2020, il inaugure également un square Charles-Pasqua à Grasse[59].

## Publications
- La Libre Entreprise : un état d'esprit, 1964.
- L'Ardeur nouvelle, Paris, Albin Michel, 1985, 224 p.  (ISBN 2-226-02491-3).
- Que demande le peuple, Paris, Albin Michel, coll. « Lettre ouverte », 1992, 225 p.  (ISBN 2-226-05939-3). Rééd. : Le Livre de poche no 9689, 1993, 179 p.  (ISBN 2-253-06569-2).
- Demain la France, t. 1 : la priorité sociale, en collaboration avec Philippe Séguin, Paris, Albin Michel, 1992, 153 p.  (ISBN 2-226-06196-7).
- Demain la France, t. 2 : la reconquête du territoire, en collaboration avec Philippe Séguin, Paris, Albin Michel, 1993, 236 p.  (ISBN 978-2-226-06393-9).
- Tous pour la France, Paris, Albin Michel, 1999, 246 p.  (ISBN 2-226-10886-6).
- Non à la décadence, Paris, Albin Michel, 2001, 187 p.  (ISBN 2-226-13095-0).
- Ce que je sais… t. 1 : les atrides (1974-1988), Paris, Éd. du Seuil, 2007, 300 p.  (ISBN 978-2-02-096191-2).
- Ce que je sais… t. 2, un magnifique désastre (1988-1995), Paris, Éd. du Seuil, 2008, 304 p.  (ISBN 978-2-02-096752-5).
- Petit Manuel de survie pour la droite : les primaires à la française, avec la collaboration de Pierre Monzani, Paris, Fayard, 2015, 150 p.  (ISBN 978-2-213-68739-1).
- Le Serment de Bastia, avec Jean-François Achilli, Fayard, 2016.